# Blackburneus
Blackburneus är ett släkte av skalbaggar. Blackburneus ingår i familjen Aphodiidae.

## Dottertaxa tillBlackburneus, i alfabetisk ordning[1]
- Blackburneus aegrotus
- Blackburneus argentinensis
- Blackburneus badius
- Blackburneus biroi
- Blackburneus bongorensis
- Blackburneus calvus
- Blackburneus caracaensis
- Blackburneus cavidomus
- Blackburneus charmionus
- Blackburneus clipealis
- Blackburneus cobi
- Blackburneus collarti
- Blackburneus consonus
- Blackburneus cynomysi
- Blackburneus dellacasarum
- Blackburneus detruncatus
- Blackburneus diminutus
- Blackburneus dubitabilis
- Blackburneus erythrinus
- Blackburneus fordi
- Blackburneus funestus
- Blackburneus furcatus
- Blackburneus geomysi
- Blackburneus ghanaensis
- Blackburneus gnu
- Blackburneus guatemalensis
- Blackburneus indio
- Blackburneus ineptus
- Blackburneus iringanus
- Blackburneus jugalis
- Blackburneus koenigsbaueri
- Blackburneus laxepunctatus
- Blackburneus lentus
- Blackburneus levis
- Blackburneus luciphilus
- Blackburneus microreticulatus
- Blackburneus minutissimus
- Blackburneus mollis
- Blackburneus morogoroensis
- Blackburneus niunzuensis
- Blackburneus novus
- Blackburneus nyassicus
- Blackburneus ohopohoensis
- Blackburneus optatoides
- Blackburneus optatus
- Blackburneus paragnu
- Blackburneus pseudocalvus
- Blackburneus puncticollis
- Blackburneus radamus
- Blackburneus richteri
- Blackburneus rubeolus
- Blackburneus saylorea
- Blackburneus saylori
- Blackburneus stebnickae
- Blackburneus stercorosus
- Blackburneus tachyoryctis
- Blackburneus telekii
- Blackburneus tenuistriatus
- Blackburneus testaceicolor
- Blackburneus tonsus
- Blackburneus troglodytes
- Blackburneus truncaticollis
- Blackburneus vacca
- Blackburneus vadoni
- Blackburneus walteri
- Blackburneus villiersianus
- Blackburneus vixpunctatus
- Blackburneus vojnitsi
- Blackburneus xanthus
- Blackburneus zairensis
- Blackburneus zernyi